# تاريخ عميق
التاريخ العميق (بالإنجليزية: Deep history)‏ هو مصطلح يشير إلى الماضي البعيد للجنس البشري. كتخصص فكري، يشجع التاريخ العميق الباحثين في علم الإنسان، وعلم الآثار، وعلم الرئيسيات، وعلم الوراثة، وعلم اللغة على العمل معًا لكتابة سرد مشترك حول بدايات البشر، ولإصلاح ما يرونه اختلالًا في التوازن بين المؤرخين، الذين غالبًا ما يركزون على أحدث الفترات. يشكل التاريخ العميق الجزء الأول من التاريخ العظيم، وينظر إلى الجزء من الزمن العميق الذي كان فيه البشر موجودين، ويعودون إلى ما هو أبعد من عصور ما قبل التاريخ، ويعتمد بشكل أساسي على علم الآثار، والمشاريع عادة، وباستخدام مجموعة واسعة من الأساليب.
يجادل مؤيدو التاريخ العميق من أجل تعريف التاريخ الذي لا يعتمد على اختراع الكتابة، ولكن على تطور الإنسان الحديث تشريحيًا. وفقًا لدانيال لورد إسماعيل، ربما يكون أبرز المدافعين عن التاريخ العميق، فإن مفهوم عصور ما قبل التاريخ أعيد صياغته كحد تعسفي يحد من منظور المؤرخين لفترة طويلة، والذي يرتكز على افتراضات أن التاريخ يتبع مسارًا غائيًا يبدأ بأصول الحضارة في بلاد ما بين النهرين القديمة. على سبيل المثال، يقترح إسماعيل أن التقدم في تخصصات مثل علم الأحياء العصبية وعلم وظائف الأعصاب وعلم الوراثة يعني أن هناك المزيد من الاحتمالات لفهم الماضي البعيد، وتوفر فرصًا لشرح كيفية حدوث أحداث مثل التطور البيولوجي، والتغير البيئي العالمي، وأنماط انتشار أثر المرض على البشرية اليوم. لا يعترف مؤيدو التاريخ العميق عمومًا بما يدعون أنه الحاجز التقليدي بين التاريخ التقليدي، والذي يعتمد بشكل عام على الوثائق المكتوبة مثل المخطوطات القديمة أو الهيروغليفية على الأهرامات، وعصور ما قبل التاريخ غير المكتوب، استنادًا إلى علم الآثار، في الماضي البشري.
مراجعة لكتاب إسماعيل لستيفن ميثن، أستاذ علم الآثار في جامعة ريدنغ، متعاطفة مع بعض أجزاء أطروحته، لكنه يقول «قد لا يكون إسماعيل على دراية وثيقة بالمناقشات الجارية في علم آثار ما قبل التاريخ كما قد يكون»، وحول وصف إسماعيل النقدي للمؤرخين: «يجب أن أستوعب كلمة إسماعيل لأن هؤلاء المؤرخين لا يزالون موجودين، فبعد أكثر من قرن من علم الآثار في عصور ما قبل التاريخ، سيكونون بمثابة ارتداد مذهل لعصر آخر».